# Reflexiv rätt
Reflexiv rätt är en rättsform vid sidan av rättsstatens rätt och välfärdsstatens rätt. Den reflexiva rätten handlar om att tvinga fram en procedur och en beslutsprocess, genom vilken konsensus kan nås. Begreppet lanserades på 1980-talet av Gunther Tebner. Det finns embryon till den i den svenska lagstiftningen, till exempel i MBL.